# Carlo Ambrogio Levati
Carlo Ambrogio Levati (1790-1841) fue un historiador, profesor de elocuencia y de historia, y religioso italiano.

## Biografía
Levati nació en la villa de  Toricella en 1790 cerca de Milán (otros que nació en 1788), y sus padres Giambattista y Constanza Canzi de condición pobres que no pudiendo sostener su educación debió al amparo de sus profesores el poder permanecer en el seminario de la metrópoli donde acabó de amplificar su destreza extraordinaria en el estudio de la filosofía y la teología.
Levati estudió en el colegio de Gorla y prosiguió en el colegio de Monza, donde su diligencia y sapienza, justificaron las mayores expectativas puestas en él, y en Milán se aplicó con fervor a la filosofía y a la teología rigurosamente, y muy piadoso,  demostró una integridad vital ejemplar.
Levati ordenado sacerdote prosiguió aun sus estudios literarios, entregándose a la investigación de los clásicos griegos y latinos, y en 1831 fue designado profesor de elocuencia en el Liceo de Milán malográndose dos años más tarde su cátedra erradica por el gobierno de Austria, y entonces se trasladó a Bergamo para instruir a sus alumnos en historia universal y tudesco.
Levati en 1817  dio a estampar un elogio de Alessandro Verri (1741-1816), docto literato autor , después de leer de Verri la vida de Eróstrato,  hermano de Pietro Verri (1728-1797) uno de los promotores del estudio de la economía pública en Italia y en 1820 Levati publicó sobre un viaje de Francesco Petrarca a Francia y a Germania, obra muy erudita y alabada como la mejor colección de materiales para redactar la vida de este excelso poeta.
Levati en 1821 su valía era tan generalmente aclamada que pasó de nuevo a Milán a profesar la cátedra de elocuencia de su colegio imperial, y en 1826 se le encomendó la de filosofía latina, disciplina ardua, pero que colmó con suma elegancia, editando en 1822 un diccionario de féminas ilustres y en 1831 un ensayo sobre la historia de la literatura italiana de los primeros 25 años de la literatura italiana.
Levati en 1835 encontrándose en Viena, cuando un decreto del emperador le elevó a la cátedra de la literatura griega y de la literatura italiana de la universidad de Pavía con la remuneración de 8.000 francos y además los derechos de examen, y las lecciones que dio en la citada universidad fueron agraciadas  de un concurso extraordinario, y Levati integró al instituto Lombardo-Veneto que se creó en 1840, y colaboró en terminar la obra de costumbres antiguas y modernas, que fue dado a las imprentas por el instruido Giulio Ferrario (1767-1847) autor entre otras obras de una de poesía rústica y pastoral, monumentos sacros y profanos de la basílica de San Ambrosio de Milán, historia y descripción de los principales teatros antiguos y modernos, descripción de la Palestina y una de calcografía.
Levati también tradujo las disertaciones anexas a la Biblia de Venecia y murió en Pavía el 6 de julio de 1841, cuando trabajaba en traducir al italiano los escritos de Platón con notas filosóficas que se dice que eran de mucho interés.

## Obra
- Il piccolo Muratori,..., Milán, 1837, 5 tomos in-18º.

- Saggio sulla storia della letteratura itaiana..., Milán, Stella, 1831.

- Traducción de la obra Corso di eloquenza sacra, 1830-36, del abate M.S.N. Guillon, profesor de elocuencia en París.

- Storia de Milano, Milán, 1827.

- Donne illustri, Milán, Bettoni, 1822.

- Dizionario biografico cronologico, Milán, 1821.

- Il dizionario biografico delle donne illustri, Milán, 1822, 3 tomos in-8º.

- Giudizj di Dio, 1821.

- Viaggi di Francesco Petrarca in Francia, in Germania, Milán, 1820, 5 v.

- Orazione di Antonio Adelasio, 1818.

- Elogio di Alessandro Verri, 1817.

- Biblia di Venezia